# Жидиловка (Таганрог)
Жидиловка —  исторический район в Таганроге, расположенный около старого железнодорожного вокзала, вокруг Вокзального переулка и его окрестностей.

## История
Район застраивался и развивался в конце XIX века, после строительства и открытия в 1869 году Таганрогского железнодорожного вокзала.

## Достопримечательности
В 1908 году на территории Таганрогского железнодорожного вокзала, рядом с одной из двух крытых посадочных платформ, была построена вокзальная часовня в ознаменование рождения его Императорского Величества государя наследника цесаревича великого князя Алексея Николаевича. В часовне длительное время хранилась икона Божьей Матери, которую после установки самого большого колокола на звоннице Иоанно-Предтеченского храма с крестным ходом 21 ноября 1911 года перенесли в Скараманговскую церковь. Разрушена в 1920-е годы

## Жидиловка в современной культуре
- Жидиловка упоминается в стихотворении Олега Хаславского «TAGANROG AU MOIS DE NOVEMBRE»[4].